# Charles Deruyter
Charles Deruyter (Wattrelos, 27 gennaio 1890 – Namur, 25 gennaio 1955) è stato un ciclista su strada francese, professionista dal 1911 al 1924.
Fu secondo alla Parigi-Roubaix 1913 e al Giro delle Fiandre 1923.

## Carriera
Nacque in un piccolo paesino al confine con la Francia, suo padre era un tessitore. Tra il 1908 e il 1910, da dilettante, vinse su pista i titoli di Champion du Nord nella specialità della velocità e del mezzofondo, si aggiudicò davanti a più di quattrocento concorrenti il titolo di Champion des 9 Provinces Belges e riportò molti altri successi in circuiti e criterium.
Nel 1912 partecipò al Tour de France mettendosi in evidenza in varie tappe, conseguendo come miglior piazzamento il sesto posto nella terza frazione, e chiudendo sedicesimo nella graduatoria generale. I risultati raggiunti nella Grande Boucle gli fecero ottenere una medaglia celebrativa della Royale Ligue Vélocipédique Belge. In questa stagione fu anche secondo alla Parigi-Tours e terzo alla Milano-Modena.
Nel 1913 con la maglia Peugeot concluse al secondo posto la Parigi-Roubaix dietro il campione lussemburghese François Faber.
Durante la prima guerra mondiale prestò servizio volontario nella neonata aviazione belga pur continuando a disputare corse, soprattutto in Francia
Nel 1919 vinse il Circuit des champs de bataille, una corsa a tappe che si snodava, lungo i luoghi che avevano visto le maggiori battaglie della Prima guerra mondiale, fra Francia Belgio e Lussemburgo.
Negli anni successivi fu molto attivo nelle gare su pista; concluse quarto il Criterium del As nel 1922 e partecipò, alle Sei giorni di Bruxelles (secondo nel 1920, vincitore nel 1921) New York (settimo nel 1920, quinto nel 1921, terzo nel 1922, sesto nel 1925) e Parigi (terzo nel 1924).
Nel 1923 vinse il Circuit du Limburg ed ottenne il secondo posto al Giro delle Fiandre dietro lo svizzero Henri Suter, che divenne il primo vincitore straniero di questa importante classica, e il sesto ai Campionati belgi di ciclismo su strada.
Finita la carriera ciclistica aprì un negozio di biciclette nella provincia di Namour, continuando a rimanere nel mondo delle corse ciclistiche.

## Palmarès

### Strada
- 1912 (Peugeot, una vittoria)

Grand de Namour - Saint-Servais
- 1916 (individuale, tre vittorie)

Parigi-Orléans
Circuit d'Oréans
Circuit Lyonnais - Criterium du "Lyon Républicain"
- 1917 (individuale, una vittoria)

Blois Chaville - Tours-Parigi
- 1919 (individuale, quattro vittorie)

3ª tappa Circuit des champs de bataille
4ª tappa Circuit des champs de bataille
6ª tappa Circuit des champs de bataille
Classifica generale Circuit des champs de bataille
- 1923 (Gürtner-Hutchinson, una vittoria)

Circuit du Limbourg

### Pista
- 1913

Bol d'or di Jupille (con Oscar Egg)
- 1919

"Cent Miles"
- 1921

Sei giorni di Bruxelles (con Marcel Berthet)
- 1925

"L'Omnium Mondial"
- 1927

Prix Houlier-Comès (con Joseph Peyrode, corsa madison)

## Piazzamenti

### Grandi Giri
- Tour de France

1912: 16º

### Classiche monumento
- Giro delle Fiandre

1923: 2º
- Parigi-Roubaix

1912: 7º
1913: 2º
1914: ritirato
1923: 7º
- Liegi-Bastogne-Liegi

1908: 14º
1909: 6º